# Mickaël Correia
Pour les articles homonymes, voir Correia.
Mickaël Correia est un journaliste français. Il est auteur de plusieurs ouvrages sur les multinationales climaticides et le football populaire.

## Biographie
Originaire d'une famille ouvrière portugaise immigrée à Roubaix, Mickaël Correia a dans un premier temps écrit pour le journal de critique sociale CQFD, mais aussi Le Monde diplomatique, Le Canard Enchaîné, la Revue du crieur, Transrural Initiatives.
Il a participé à de nombreux titres de la presse alternative (Article11, Revue Z, Panthère Première), et est cofondateur de la revue indépendante Jef Klak, qui croise expériences littéraires, sonores, visuelles, et critique sociale.
Depuis mars 2021, Mickaël Correia a rejoint Mediapart (pôle écologie).
Son travail porte principalement sur la question climatique, les multinationales pollueuses, les luttes écologiques ainsi que les classes populaires et leurs cultures,.

## Publications
- Devenir paysan (col.), Les Champs des Possibles, 2016, 160 p.  (ISBN 978-2-9555251-0-4)
- Une Histoire populaire du football, La Découverte, 2018, 408 p.  (ISBN 978-2-7071-8959-2) / Poche, 2020.
- Monsieur Porc, Jorge Roque (traduction du portugais de Mickaël Correia), Hochroth Paris, 2019, 30 p  (ISBN 979-10-93394-17-6)
- Criminels climatiques. Enquête sur les multinationales qui brûlent notre planète, La Découverte, 2022, 188 p.  (ISBN 978-2-3480-4677-3)
- Le Grand Footoir. Les dérives du football expliquées en 15 matches (dir.). Solar, 2022, 304 p.  (ISBN 978-2-263-17732-3)
- "Criminels climatiques" in Écologies. Le vivant et le social (dir. Philippe Boursier, Clémence Guimont), La Découverte, 2023, 624 p.  (ISBN 978-2-348-07688-6)
- Habiter une ville touristique. Vue sur mer pour les précaires. (Préface de Mickaël Correia), Collectif Droit à la ville Douarnenez, Éditions du Commun, 2023, 260 p.  (ISBN 979-10-95630-56-2)
- "TotalEnergies, l’histoire d’un mensonge" par Mickaël Correia in Mediapart 15 grandes enquêtes, Seuil, 2023, 288 p.  (ISBN 978-2-02-153813-7)
- Le Mensonge Total. Enquête sur un criminel climatique, Seuil, 2024, 176 p.  (ISBN 978-2-02-155514-1).
- Tout n'est pas footu !: 15 raisons d'aimer quand même le foot, (dir.). Solar, 2024, 256 p.  (ISBN 978-2-263-18707-0)
- Voici mon cœur. Brise-le avec un marteau, avec Juliette Rousseau et Céline Costa, Éditions du Commun, 2024, 80 p.  (ISBN 979-10-95630-75-3)